# Organisme interministériel
Un organisme interministériel est une instance chargée de coordonner les ministères et les administrations concernés par un domaine particulier, d'aider à la prise de décision, et de suivre l'application des décisions.
Exemples de domaines :
- Développement durable
- Défense
- Culture

etc.
Un organisme interministériel peut élaborer des instructions interministérielles.